# Черкесские сады
Черке́сские сады (лесосады) — это группы плодовых деревьев и кустарников, разбросанные в лесных массивах предгорной и прибрежной территорий Северо-Западного Кавказа. Эти сады — остатки былой культуры горного садоводства черкесов (адыгов) прошлых веков.

## История
Плодовые деревья издавна выращиваются на территории нынешней Адыгеи. Ухоженность здешних садов описывают в своих письмах, датированных XVIII—XIX веками, европейские путешественники. Они отмечали разнообразие фруктов, и особенно подчеркивают грушу. У черкесов была традиция прививать черенками плодовых деревьев деревья в лесу. Мужчина, отправляясь в путь, брал с собой черенки любимых сортов яблонь и груш, которые по пути он прививал на дикорастущих деревьях. Этот способ разведения плодовых деревьев считают самым древним.
Знание черкесами технологии селекции плодово-ягодных культур способствовало тому, что часть бесхозных черкесских садов не засохли и плодоносят по сей день. В Абхазии, Адыгее, Карачаево-Черкесии и других местах Северного Кавказа продолжают цвести плодовые насаждения. Представители древнего адыгского мультиэтноса разводили свои сады не только на открытом пространстве, но и сами близлежащие горные леса год за годом превращали в так называемые «лесосады». У шапсугов, например, был обычай, в соответствии с которым каждый житель аула должен был весной побывать в лесу и привить к дикорастущему дереву хотя бы один черенок из своего сада.

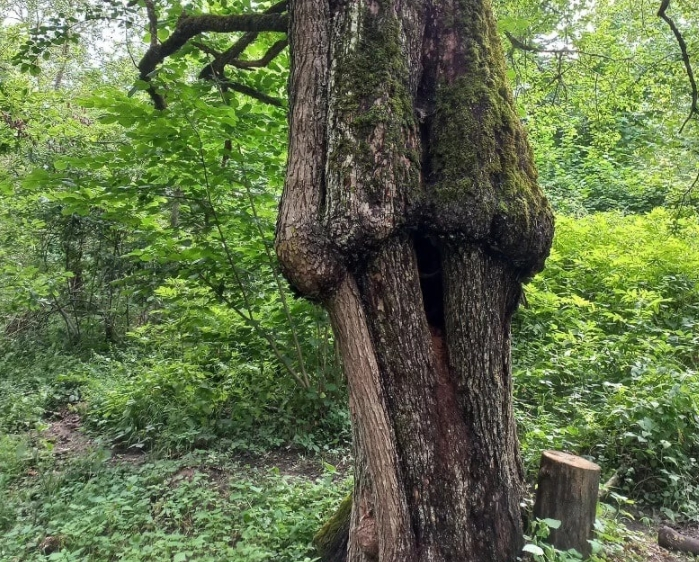
Пример привитого плодового дерева

Эти и многие другие особенности традиционной северокавказской селекции подробно описаны историком Самиром Хотко в его хрестоматийном двухтомнике «Старые черкесские сады».
В мифологической картине мира адыгов ключевое место занимало дерево. Все материальное устройство проявленной вселенной — от элементов человеческого тела до структурных составляющих планеты — олицетворяется в кавказской мифологии «древом жизни». Так, в традиционном абхазском застолье за «древо жизни» часто произносится отдельный тост.
Кроме того, в Священных Книгах трех авраамических религий сад символизирует Рай — Земной и Небесный. В Коране сказано: «Обещал Аллах верующим мужчинам и женщинам сады, где внизу текут реки, — для вечного пребывания там, — и благие жилища в садах вечности» (9:72). Иными словами, в многовековых трудах адыгов по украшению своей родины бесчисленными садами проявилась извечная мечта всего человечества о возвращении на землю некогда утраченного им Рая. Отсюда проистекает и культ священных рощ, весьма распространенный по всему Кавказу. Ещё до проникновения сюда ислама черкесы, абхазцы, убыхи и другие представители адыгского мультиэтноса приносили в этих рощах жертвы и совершали вдохновенные моления. Под деревьями они скрепляли свои обещания нерушимой клятвой.

## Исследования
Первым исследователем черкесской груши называют биолога Нуха Тхагушева. Благодаря ему в советское время удалось установить, что черкесы вывели несколько сортов груши: хожум (сочная осенняя груша), хозна (летняя и круглая), хожишх (мелкая летняя груша, напоминающая карталинский сорт «панта») и хотаму (крепкая, сладкая и с большим сроком хранения). Тхагушев отмечал, что груша могла достигать 25 метров в высоту, а с каждого дерева снимали иногда более 1000 килограммов.
Ещё один зачинатель советской селекционной науки — академик Жуковский, учитель Николая Вавилова — много лет посвятил изучению драгоценного садоводческого наследия адыгов и пришел к выводу о том, что именно здесь находилась древняя прародина основных плодовых культур всей Евразии. Вот что писал Жуковский, например, о появлении в Европе домашней груши:
«Вряд ли Средиземье имеет приоритет в происхождении культурных форм груши; наоборот, все данные за то, что именно Кавказ явился ареной эволюции груши — как дикой, так и культурной… Ни древность народов Греции, ни её естественные грушевые ресурсы, ни опыт населения не могут идти даже в отдаленное сравнение с таковыми на Кавказе… В Средиземье баски знали о прививках раньше эллинов и научили им иберов. Но баски, возможно, связаны корнями с Кавказом, откуда и восприняли прививки. Родина прививок — Кавказ».
После присоединения Кавказа к России многие путешественники, побывавшие в этих местах, с удивлением наблюдали великое множество старинных адыгских садов, пришедших в полное запустение. Графиня Прасковья Уварова, президент Московского археологического общества, в ходе своей кавказской экспедиции 1886 года с горечью отмечала повсеместность этого печального зрелища: «На многочисленных полянах видим запущенные черкесские сады с множеством фруктовых деревьев, ныне одичалых». Однако, историограф Кавказской войны Василий Потто отмечал, что все окрестные поля и горные склоны вокруг опустевших черкесских деревень были засажены фруктовыми деревьями.
Уже в XX столетии академик Мичурин написал статью с красноречивым заглавием «Черкесские сады ждут своих селекционеров». «Об изумительном богатстве так называемых старых черкесских садов, — писал он, — мне известно давно. Дикие заросли плодово-ягодных растений Адыгеи представляют собой ценнейший исходный материал для селекционеров Кавказа».